# Georgi Joseph
Georgi Joseph (Parigi, 23 novembre 1982) è un cestista francese.

## Palmarès
- Leaders Cup: 1

Monaco: 2018